# 12. september
12. september je 255. dan leta (256. v prestopnih letih) v gregorijanskem koledarju. Ostaja še 110 dni.

## Dogodki
- 490 pr. n. št. – v bitki na Maratonskem polju Grki premagajo Perzijce
- 1683 – z zmago poljskega kralja Jana Sobieskega se konča osmansko obleganje Dunaja
- 1909 – Fritz Hofmann prijavi patent za izdelavo umetnega kavčuka
- 1913 – Slovenski narod razkrinka prevaro Ivanke Jerovšek - »vodiške Johance«
- 1914 – konča se bitka na Marni
- 1918:
  - ZDA sprožijo ofenzivo na St. Mihiel
  - Britanci zavzamejo Havrincourt, Moeuvres in Trescault
- 1920 – konec šestih olimpijskih iger
- 1934 – Litva, Latvija in Estonija v Ženevi podpišejo sporazum o razumevanju in sodelovanju, bolj znan kot baltska antanta
- 1940:
  - odkrite slikarije v jami Lascaux
  - v ZDA predstavljen prototip džipa
- 1943 – Otto Skorzeny osvobodi Mussolinija na Gran Sassu
- 1944:
  - zavezniki osvobodijo Le Havre in Luksemburg
  - ZSSR, ZDA, Združeno kraljestvo in Romunija podpišejo premirje
- 1944: ustanovljen nemški nogometni klub VfL Wolfsburg
- 1974 – odstavljen etiopski cesar Haile Selassie
- 1977 – v Ljubljani izide Kardeljeva knjiga Smeri razvoja političnega sistema socialističnega samoupravljanja
- 2005 – Izrael se v celoti umakne iz Gaze
- 2013 – NASA uradno potrdi, da je vesoljska sonda Voyager 1 zapustila naše osončje

## Rojstva
- 1494 – Franc I., francoski kralj († 1547)
- 1725 – Guillaume-Joseph-Hyacinthe-Jean-Baptiste Le Gentil, francoski astronom († 1792)
- 1798 – Jovan Vesel Koseski, slovenski pesnik († 1884)
- 1829 – Anselm Feuerbach, nemški slikar († 1880)
- 1838 – Arthur Georg Friedrich Julius von Auwers, nemški astronom († 1915)
- 1849 – Alexander Freiherr von Krobatin, avstrijski feldmaršal († 1933)
- 1865 – Otokar Rybář, slovenski politik in diplomat češkega rodu († 1927)
- 1888 – Maurice Chevalier, francoski pevec, filmski igralec († 1972)
- 1897 – Irène Joliot-Curie, francoska fizičarka, nobelovka 1935 († 1956)
- 1902 – Juscelino Kubitschek de Oliveira, brazilski predsednik († 1976)
- 1912 – Stanisław Lem, poljski pisatelj († 2006)
- 1913 – Jesse Owens, ameriški atlet († 1980)
- 1942 – Andrej Čadež, slovenski fizik, astrofizik
- 1944 – Barry White, ameriški soul glasbenik († 2003)
- 1946 – Jernej Kozak, slovenski matematik
- 1957 – Rachel Ward, avstralska igralka angleškega rodu
- 1962 – Dino Merlin, bosanskohercegovski pevec
- 1964 – Dieter Hecking, nemški nogometni trener
- 1973 – Paul Walker, ameriški filmski igralec († 2013)
- 1976 – Jolanda Čeplak, slovenska atletinja
- 1980 – Jure Balažič, slovenski košarkar
- 1980 – Yao Ming, kitajski košarkar
- 1985 – Headhunterz (Willem Rebergen), nizozemski DJ/producent
- 1986 – Yuto Nagatomo, japonski nogometaš
- 1986 – Emmy Rossum, ameriška igralka

## Smrti
- 1185 – Andronik I. Komnen, bizantinski cesar (* 1118)
- 1213 – Peter II., aragonski kralj (* 1174)
- 1235 – Andrej II. Ogrski (* 1177)
- 1263 – Mindaugas, litvanski kralj (* 1200)
- 1334 – Safi od-Din, perzijski mistik (* 1253)
- 1348 – Ivana Burgundska, francoska kraljica, regentinja (* 1293)
- 1362 – papež Inocenc VI. (* 1282)
- 1368 – Blanka Lancasterska, angleška plemkinja, vojvodinja Lancaster (* 1345)
- 1373 – Sasaki Takaudži, japonski samuraj, pesnik (* 1306)
- 1665 – Jean Bollard, belgijski zgodovinar (* 1596)
- 1683 – Juraj Križanić, hrvaški duhovnik, panslavist (* 1618)
- 1733 – François Couperin, francoski skladatelj, čembalist (* 1668)
- 1764 – Jean-Philippe Rameau, francoski skladatelj (* 1683)
- 1819 – Gebhard Leberecht von Blücher, pruski generalfeldmaršal (* 1742)
- 1871 – Joaquim Guilherme Gomes Coelho - Júlio Dinis, portugalski zdravnik, pisatelj (* 1839)
- 1876 – Anton Alexander von Auersperg - Anastasius Grün, avstrijski pesnik, politik (* 1806)
- 1889 – Numa Denis Fustel de Coulanges, francoski zgodovinar (* 1830)
- 1929 – Jānis Pliekšāns - Rainis, latvijski pesnik, dramatik (* 1865)
- 1941 – Hans Spemann, nemški embriolog, nobelovec 1935 (* 1869)
- 1967 – Vladimir Bartol, slovenski pisatelj (* 1903)
- 1981 – Eugenio Montale, italijanski pesnik, nobelovec 1975 (* 1896)